# Feliniopsis depunctata
Feliniopsis depunctata är en fjärilsart som beskrevs av Embrik Strand 1921. Feliniopsis depunctata ingår i släktet Feliniopsis och familjen nattflyn. Inga underarter finns listade i Catalogue of Life.